# 김도형 (1973년)
김도형(1973년 3월 25일 ~ )은 대한민국의 축구 선수이며, 포지션은 센터백이다.